# Triphleba dentata
Triphleba dentata är en tvåvingeart som beskrevs av Schmitz 1943. Triphleba dentata ingår i släktet Triphleba och familjen puckelflugor. Inga underarter finns listade i Catalogue of Life.